# Вентоза (Торреш-Ведраш)
Вентоза (порт. Ventosa; МФА: [vẽ.ˈto.zɐ]) — парафія в Португалії, у муніципалітеті Торреш-Ведраш. Розташована в західній частині країни, на теренах історичної португальської провінції Ештремадура. Входить до складу округу Лісабон. За адміністративним поділом, чинним до 1976 року, терени парафії були складовою провінції Ештремадура. Належить до Лісабонського патріархату Католицької церкви. Патрон — святий Мамант. Площа — 25,9812 км². Населення — 5276 ос. (2011). Слабо урбанізований регіон. Густота населення — 203,07 осіб/км²
. Код — 111318.

## Населення
| Кількість мешканців | Кількість мешканців | Кількість мешканців | Кількість мешканців | Кількість мешканців | Кількість мешканців | Кількість мешканців | Кількість мешканців | Кількість мешканців | Кількість мешканців | Кількість мешканців | Кількість мешканців | Кількість мешканців | Кількість мешканців | Кількість мешканців |
| ------------------- | ------------------- | ------------------- | ------------------- | ------------------- | ------------------- | ------------------- | ------------------- | ------------------- | ------------------- | ------------------- | ------------------- | ------------------- | ------------------- | ------------------- |
| 1864                | 1878                | 1890                | 1900                | 1911                | 1920                | 1930                | 1940                | 1950                | 1960                | 1970                | 1981                | 1991                | 2001                | 2011                |
| 1 904               | 2 305               | 2 415               | 3 262               | 3 333               | 3 781               | 4 220               | 4 567               | 4 886               | 5 167               | 4 403               | 5 096               | 5 011               | 5 167               | 5 276               |